# Makarov (Pracejovice)
Makarov (dříve také Mukarov) je vesnice, část obce Pracejovice v okrese Strakonice v Jihočeském kraji. Nachází se asi 3,5 kilometru západně od Pracejovic. Je zde evidováno 62 adres. Žije zde 44 obyvatel.
Makarov je také název katastrálního území o rozloze 3,55 km².

## Historie
První písemná zmínka o vesnici pochází z roku 1227.

## Obyvatelstvo
| Rok            | 1869 | 1880 | 1890 | 1900 | 1910 | 1921 | 1930 | 1950 | 1961 | 1970 | 1980 | 1991 | 2001 | 2011 | 2021 |
| -------------- | ---- | ---- | ---- | ---- | ---- | ---- | ---- | ---- | ---- | ---- | ---- | ---- | ---- | ---- | ---- |
| Počet obyvatel | 204  | 203  | 190  | 199  | 187  | 188  | 181  | 105  | 103  | 90   | 80   | 50   | 42   | 44   | 44   |
| Počet domů     | 27   | 31   | 32   | 31   | 32   | 32   | 32   | 32   | 27   | 25   | 21   | 24   | 29   | 29   | 31   |

## Obecní správa
Při sčítání lidu v letech 1850–1920 Makarov byl osadou obce Pracejovice v okrese Strakonice. V letech 1921–1963 byl samostatnou obcí v okrese Strakonice. Od roku 1964 je opět částí obce Pracejovice v okrese Strakonice.

## Pamětihodnosti
- Usedlosti čp. 3 a 18